# Patrik Karlson
Lars Patrik Karlson, född 11 september 1968 i Klippan, är en svensk skådespelare.
Han är född och uppvuxen i Klippan men numera boende i Berlin.
Karlson har medverkat i en lång rad film- och tv-produktioner varav några listas i denna artikel. På hans hemsida listas över 90 titlar.
Han har även regisserat och klippt ett flertal musikvideor och reklamfilmer och även gjort en dokumentär om den svenske soulmusikern Tingsek.

## Filmografi
- 2001 – Fru Fortuna
- 2003 – Mannen som log (TV-serie)
- 2003 – Episoder
- 2003 – Hannah med H
- 2003 – Den tredje vågen
- 2003 – Capricciosa
- 2004 – Klivet ut i verkligheten
- 2005 – Wallander – Mastermind
- 2005 – Lisa
- 2006 – När mörkret faller
- 2006 – Frostbiten
- 2006 – Mysigt på Möllan
- 2006 – Filmen om Rove Låtstål
- 2007 – When Music Ends
- 2007 – Som en fågel
- 2007 – Koffein
- 2008 – Dildon – en skakande historia
- 2008 – Skägget i brevlådan (TV-serie)
- 2009 – Original
- 2009 – Det hvide guld
- 2010 – Wallander – Indrivaren
- 2010 – Wallander – The Fifth Woman
- 2010 – Just Deserts
- 2010 – För kärleken
- 2011 – Bron (TV-serie)
- 2013 – LFO
- 2013 – Hundraåringen som klev ut genom fönstret och försvann
- 2014 – Lokalvårdaren
- 2014 – Zon 261
- 2017 – Delhis vackraste händer (TV-serie)
- 2021 – Tunna blå linjen (TV-serie)
- 2014 – Lokalvårdaren
- 2023 – Slutet på sommaren